# Médaille de la défense 1940-1945
La Médaille de la Défense 1940-1945 (en norvégien : Deltagermedaljen 9. april 1940 - 8. mai 1945) est la récompense décernée aux militaires et civils qui ont participé à la lutte contre l’invasion allemande et l’occupation de la Norvège par le Troisième Reich entre 1940 et 1945.
La médaille de la défense 1940-1945 peut être décernée à la fois à des citoyens norvégiens et étrangers. La médaille peut encore être décernée en raison du grand nombre de participants à la défense de la Norvège pendant la Seconde Guerre mondiale et des difficultés à retrouver tous les récipiendaires admissibles.

## Historique
La médaille a été décernée à ceux qui répondent à l’un des critères suivants :
- Avoir participé à la campagne de Norvège en 1940, pendant cinq jours ou plus.
- Avoir servi dans les forces armées norvégiennes et la flotte marchande en dehors de la Norvège pendant quatre mois ou plus (accordé pour moins de quatre mois de service si l’on a servi dans des unités qui ont déménagé en Norvège dans le cadre de la Libération).
- Avoir participé à la campagne dans le Finnmark (hiver 1944-45) pendant un mois ou plus.
- Soldats alliés ayant pris part à la libération de la Norvège et qui y ont servi pendant un mois ou plus.
- Avoir servi dans les forces de résistance norvégienne pendant quatre mois ou plus.

En 2017, la Médaille de la Défense 1940-1945 se classe au 23e rang des décorations norvégiennes.

## Description
La médaille est en bronze. Sur l’avers se trouve le blason avec l’inscription « 9 April 1940 - 8 mai 1945 ». Au revers se trouvent le drapeau royal et le drapeau national norvégien. Au-dessus de ceux-ci, il y a un cercle étroit avec l’inscription « DELTAGER I KAMPEN » (Participant à la lutte). L’image est entourée d’une chaîne. Le ruban est aux couleurs nationales norvégiennes : bleu-blanc-rouge. Le ruban peut être muni d’une rosette si le destinataire s’est distingué plusieurs fois. La médaille est fabriquée par l’entreprise d’orfèvrerie J. Tostrup à Oslo.